# Жан Ваше
Жан Марі Октав Констан Ваше (фр. Jean Marie Octave Constant Washer; 22 серпня 1894, Бергем, Бельгія - 23 березня 1972, Женева, Швейцарія) - бельгійський підприємець і тенісист-аматор, 9-а ракетка світу 1923 року серед любителів. Багаторазовий чемпіон Бельгії, дворазовий фіналіст чемпіонатів світу на твердих (ґрунтових) кортах (1921, 1923).

## Біографія
Вихідець з сім'ї брюссельських текстильних фабрикантів, почав брати участь у тенісних змаганнях після Першої світової війни, приєднавшись до Клубу короля Леопольда у Брюсселі. Його манеру гри характеризували потужна подача, гарна гра по верхових м'ячах (сміш) і швидкі удари відкритою ракеткою з відскоку. Незабаром він надовго закріпив за собою перше місце в бельгійській національній тенісній ієрархії, виграючи звання чемпіона Бельгії в чоловічих парах з 1919 по 1925 рік, а в одиночному розряді - з 1920 по 1927 рік.
На міжнародному рівні Ваше двічі представляв Бельгію на олімпійських тенісних турнірах — 1920 року в Антверпені та 1924 року в Парижі. У першому випадку він дійшов до третього кола в одиночному розряді, а в другому до четвертого, обидва рази програвши майбутньому бронзовому призеру - Чарльзу Вінслоу й Умберто Де Морпурго відповідно. З 1921 по 1927 рік виступав за збірну Бельгії в Кубку Девіса, здобувши за цей час 14 перемог при 10 поразках (11-5 в одиночному розряді і 3-5 в парному). У 1921 і 1923 роках бельгієць двічі ставав фіналістом чемпіонатів світу на твердих (грунтових) кортах, де його обидва рази зупиняли американці - Білл Тілден і Білл Джонстон. 1923 року включений під 9-м номером до списку 10 найсильніших тенісистів-аматорів світу, що складається щорічно газетою "Телеграф".
Досить успішно грав проти тодішніх лідерів європейського тенісу – французів. Так, 1922 року в товариському матчі збірних Франції та Бельгії в Брюсселі завдав поразки Жану Боротру й Анрі Коше, ще раз обіграв Коші 1924 року на турнірі на Лазуровому березі і того ж року переміг Рене Лакоста в Клубі короля Леопольда. Наступного року, коли для участі іноземних гравців вперше відкрили чемпіонат Франції з тенісу, Ваше після перемоги над Коше дійшов у турнірі до півфіналу, де у трьох сетах поступився Боротр. Наступного року програв Коші у чвертьфіналі чемпіонату Франції. Крім того, на його рахунку в одиночному розряді був вихід до чвертьфіналу Вімблдонського турніру 1924 року (програв Лакосту), а в міксті - в півфінал на цьому ж турнірі 1923 року (у парі з Сюзанн Ленглен, програли майбутнім чемпіонам Елізабет Раян і Рендольфу Лісетту).
Участь у тенісних змаганнях завершив у 33 роки, після 1927 року. Надалі очолював відділ синтетичних волокон у концерні Union Chimique Belge. Після Другої світової війни тренував свого сина Філіпа Ваше, який також став лідером бельгійського тенісу. Ваше-старший, який з 1928 року володів маєтком поблизу Ватерлоо, потім придбав віллу в Женеві (Швейцарія), де помер 1972 року.

## Участь у фіналах чемпіонатів світу з тенісу

### Одиночний розряд (0-2)
| Результат | Рік  | Турнір                            | Покриття | Суперник у фіналі | Рахунок у фіналі        |
| --------- | ---- | --------------------------------- | -------- | ----------------- | ----------------------- |
| Поразка   | 1921 | Чемпіонат світу на твердих кортах | Ґрунт    | Білл Тілден       | 3-6, 3-6, 3-6           |
| Поразка   | 1923 | Чемпіонат світу на критих кортах  | Ґрунт    | Біл Джонстон      | 6-4, 2-6, 2-6, 6-4, 3-6 |

## Особисте життя
1920 року одружився з Сімоною ван дер Стратен, онукою Ернеста Сольве, засновника хімічної компанії Solvay, що об'єднало дві впливові бельгійські промислові родини. У подружжя народилося четверо синів. Філіп Вошер продовжив тенісні традиції свого батька та став успішним гравцем Кубка Девіса за збірну Бельгії в 1950-х роках. Його сини Едуар і Поль стали підприємцями. Четвертий син, Жак, займався антикваріатом і загинув в авіакатастрофі 1979 року рейсу 316 авіакомпанії Swissair.
1. 1 2  Bibliothèque nationale de France BNF: платформа відкритих даних — 2011.
2. 1 2  Roglo — 1997. — 10000000 екз.
3. ↑  Association of Tennis Professionals website
4. 1 2  Sale Rétromobile 2018 - 09 february 2018. Lot 16 Bugatti Type 57 Cabriolet Vanvooren. Artcurial (фр.). Архів оригіналу за 14 лютого 2018. Процитовано 16 березня 2020.
5. ↑  Jacques Hereng, Carlos de Veene. La grande aventure du tennis belge. — Lannoo, 2006. — P. 152. — ISBN 9789020956146.
6. 1 2 3  player – Tennisarchives.com. www.tennisarchives.com. Процитовано 20 серпня 2025.
7. ↑  Жан Ваше на сайті Кубку Девіса
8. ↑  World Rankings // Bud Collins' Tennis Encyclopedia / Bud Collins, Zander Hollander (Eds.). — Detroit, MI : Visible Ink Press, 1997. — P. 649. — ISBN 1-57859-000-0.
9. ↑  Hereng & de Veene, 2006, с. 24—25.
10. ↑  История выступлений в миксте(англ.) в архиве Уимблдонского турнира
11. ↑  Hereng & de Veene, 2006, с. 24.
12. ↑  Family tree of Jean Marie Octave Constant WASHER. Geneanet (англ.). Процитовано 20 серпня 2025.
13. ↑  Par Eric Meuwissen: Waterloo: Washer lotit. Le Soir. 1 Juni 1992.